# Соціальні послуги
Соціа́льні по́слуги — комплекс правових, економічних, психологічних, освітніх, медичних, реабілітаційних та інших заходів, спрямованих на окремі соціальні групи, сім'ї чи індивідів, які перебувають у складних життєвих обставинах та потребують сторонньої допомоги, з метою поліпшення або відтворення їх життєдіяльності, соціальної адаптації та повернення до повноцінного життя. 
Соціальні послуги можуть надаватись інституційно — в рамках соціальних служб, установ та закладів — та індивідуально — безпосередньо соціальним працівником чи іншим спеціалістом потребуючій особі (клієнтові).

## Установи і заклади, що можуть надавати соціальні послуги
Найбільш поширені в Україні державні соціальні установи і заклади — це:
- територіальні центри соціального обслуговування пенсіонерів та одиноких непрацездатних громадян;
- центри соціальних служб для сім'ї, дітей та молоді;
- центри зайнятості;
- центри професійної, медичної та соціальної реабілітації інвалідів;
- геріатричні установи;
- притулки для неповнолітніх;
- центри соціально-психологічної реабілітації неповнолітніх;
- будинки нічного перебування бездомних громадян;
- центри обліку бездомних громадян;
- соціальні готелі;
- центри соціальної адаптації;
- інші заклади[1].

Соціальні послуги можуть надаватись і недержавними організаціями (НДО, НУО, ГО, фондами), релігійними громадами, приватними підприємцями та безпосередньо відповідними спеціалістами в громаді.

## Правові підстави
Надання соціальних послуг регламентується нормами законів України «Про соціальні послуги», «Про державні соціальні стандарти та державні соціальні гарантії», «Про реабілітацію інвалідів в Україні», відповідних постанов КМ, стандартами соціальних послуг, етичними нормами відповідних професій.
З 1 січня 2020 року набула чинності нова редакція Закону України «Про соціальні послуги», відповідно до якої змінився розподіл повноважень центральних та місцевих органів влади, а також встановлена система соціальних послуг та її учасників, етапи визначення потреб, планування, організації та фінансування соціальних послуг. В ході децентралізації повноваження з надання соціальних послуг населенню передані з центрального рівня на місцевий, тобто – територіальним громадам.

## Види соціальних послуг, принципи обслуговування і процедур
Для безкоштовного отримання соціальних послуг, необхідно звернутися до управління соціального захисту населення, яке проаналізує потреби та направить людину до відповідного надавача послуг: центру соціально-психологічної підтримки, центру матері та дитини, центру комплексної реабілітації для осіб з інвалідністю, тощо.
На всіх етапах з людиною будуть працювати фахівці з соціальної роботи/соціальні працівники/соціальні робітники, які відіграють ключову роль у наданні соціальної послуги. Залежно від кінцевої цілі соціальні послуги поділяються на:
1. соціальну профілактику – запобігти виникненню складних життєвих обставин та/або потраплянню особи/сім’ї в такі обставини;
2. соціальну підтримку – допомогти особі/сім’ї подолати складні життєві обставини;
3. соціальне обслуговування – мінімізувати для особи/сім’ї негативні наслідки складних життєвих обставин, підтримувати їх, допомогти включитись у громаду.

### Хто може звернутись за соціальними послугами
- дорослі чи діти, які за станом здоров’я потребують послуг (втратили рухову активність, мають інвалідність, невиліковні хвороби, психічні розлади), а також їхні сім’ї;
- сім’ї, які зазнали шкоди внаслідок пожежі, стихійного лиха, катастрофи, бойових дій, терористичного акту, збройного конфлікту, тимчасової окупації;
- малозабезпечені сім’ї чи ті, в яких є безробітні;
- сім’ї, які потребують підтримки у вихованні дітей (розлучення, яке впливає на дитину, одинокі батьки, сім’ї, в яких батьки ухиляються від обов’язків, сім’ї, які виховують дітейсиріт, сім’ї, які виховують дітей, тимчасово залишених батьками (батьки-заробітчани);
- діти-сироти;
- діти, які перебувають в інтернатних закладах.

### Базові соціальні послуги[4]
- Догляд вдома, денний догляд
- Підтримане проживання
- Соціальна адаптація
- Соціальна інтеграція та реінтеграція
- Надання притулку
- Кризове втручання
- Фізичний супровід людей з інвалідністю
- Супровід під час інклюзивного навчання
- Консультування
- Інформування
- Соціальний супровід
- Представництво інтересів
- Соціальна профілактика
- Посередництво (медіація)
- Переклад жестовою мовою
- Догляд та виховання дітей в умовах, наближених до сімейних
- Натуральна допомога
- Медіація

## Проєкти з розвитку соціальних послуг

### Проєкт "СПІЛЬНО", ЮНІСЕФ Україна (2019 - 2022)
З 2019 року ЮНІСЕФ в Україні реалізовує проєкт "СПІЛЬНО".  Завдання проєкту — допомогти громадам на сході України посилити соціальну підтримку сімей із дітьми та сприяти соціальній згуртованості. 
З 2021 року триває друга фаза проєкту, в якій беруть участь 16 громад. Це вісім громад Луганської (Білокуракинська, Марківська, Новоайдарська, Новопсковська, Сватівська, Старобільська, Троїцька, Чмирівська) та вісім громад Донецької (Дружківська, Костянтинівська, Лиманська, Миколаївська, Мирноградська, Покровська, Сіверська, Соледарська) областей. Проєкт допоможе розширити перелік соціальних послуг відповідно до потреб мешканців кожної конкретної громади, тренуватиме соціальних фахівців, а також оновить центри соціальних послуг відповідно до міжнародних стандартів.
За результами першого етапу проєкту підготовлено посібник "Спільно до нових соціальних послуг", який містить рекомендації з впровадження соціальних послуг для сімей і дітей на рівні громади. Посібник рекомендовано Міністерством соціальної політики України. 

### Проєкт "Надання соціальних послуг в громаді", Світовий Банк (2018 - 2022)
У проєкті  Світового банку здійснюваного через Фонд соціальних інвестицій (УФСІ) було розроблено стандарти і пропілотовано кілька інноваційних соціальних послуг:
- супровід інклюзивного навчання[8]
- раннє втручання[9]
- соціальна адаптація випускників інтернатних закладів
- альтернативна опіка дітей, які зазнали насильства в сім'ї
- соціальний супровід сімей, які опинились у складних життєвих обставинах
- функціонування прийомних сімей та ДБСТ
- кризове втручання[10]

Експертами Фонду соціальних інвестицій окремо був розроблений інструментарій оцінювання потреб клієнтів

### Проєкт із розробки державних стандартів соціальних послуг для осіб з інвалідністю (2008)
За ініціативою ВГО «Коаліція захисту прав осіб з інвалідністю внаслідок інтелектуальних порушень» було розроблено та затверджено мінімальні державні стандарти ряду соціальних послуг для дорослих та дітей з інвалідністю, в тому числі з порушеннями інтелектуального розвитку:
- підтриманого проживання в громаді
- комплексної реабілітації/абілітації (включаючи фізичну)
- навчання основних соціальних навичок
- соціально-побутового патронажу[13]
- працетерапії
- психологічної підтримки і супроводу сім'ї[14]
- кризового та екстреного втручання
- тимчасового цілодобового догляду.